# 多明尼昂山脈
85°20′S 166°30′E / 85.333°S 166.500°E
多明尼昂山脈（英語：Dominion Range）是南極洲的山脈，位於杜費克海岸，屬於毛德王后山脈的一部分，處於比爾德摩爾冰川和米爾冰川的匯流處，全長約48公里，最高點海拔高度2,955米。